# Друкарня в Чуфут-Кале
Друкарня в Чуфут-Кале — караїмська друкарня в Чуфут-Кале.

## Передумови
Караїмська культура та релігія тісно пов'язані із їх духовним надбаннями, якими є караїмська книжка. Від часів заснування цієї течії юдаїзму — Анан бен Давида, караїмська книжка-вчення та молитовник супроводжували кожну караїмську родину. Починаючи з «Книги приписів» («Сефер ха-міцвот»), написаної в Персії, караїми послуговувалися рукописними працями своїх наставників, написаними давньоєврейською мовою. Коли караїмське вчення поширилося по різних закутках Старого світу, там утворилися цілком самостійні духовні школи караїмства, які поширювали своє вчення серед одновірців та своїх сусідів, тому для широкого вжитку складали молитовники мовами тієї місцевості чи групи, що асимілювалася з ними.
Поселившись в Криму, місцеві караїми мали свої рукописні видання давньоєврейською мовою, які вони переписували з покоління в покоління. Починаючи з XV століття, кримські караїми почали отримувати тюркомовні молитовники, а серед них почали попадатися і перші друковані книжки, адже караїмський духовний центр перемістився саме до Константинополя. Тоді в Малій Азії та її столиці панувала теологічна школа Башиячі, яка своє вчення та видання поширила у всіх місцях, де компактно проживали караїми, зокрема в Криму.
У цей же час в Криму, на початку XVI століття, появився свій сподвижник — Сінан Челебі Бей-Ходжа, який перебрався із Персії до Мінглі Гірей-хана в 1500 році. До його слів прислухалися Кримські хани, а його дії піддали суттєвого поштовху в культурному та суспільному русі караїмів, які й оспівували його, його дітей та добрі їхні зачинання. Заставши одновірців в стані духовного занепаду, він почав ними опікуватися, а згодом, в 1528 році, посприяв редагуванню та друкуванню у Венеції першої караїмської книги з богослужіння.

## Заснування друкарні
А через два століття уже правнук Сінана Челебі, Ісхак Челебі, рішився на ще знаковіший вчинок, ним було започатковано першу караїмську друкарню в 1731 році. І в 1734 році в їх культурно-духовному центрі, Джуфут-Кале, видана перша в Кримському ханстві друкована книжка. Завдяки такому рішенню караїми стали головними рушіями культури й прогресу на півострові. Ця друкарня пропрацювала майже століття і випустила чимало караїмських першодруків.